# Кільце Ейнштейна
Кільце Ейнштейна (іноді також кільце Ейнштейна — Хвольсона, на честь Ореста Хвольсона) — яскраве кільце, яке утворюється, коли світло від галактики чи зорі проходить повз масивний об'єкт на шляху до Землі. Завдяки гравітаційному лінзуванню світло відхиляється, створюючи враження, що воно надходить з різних місць. Якщо джерело, лінза та спостерігач знаходяться на одній прямій, світло виглядає як кільце.

## Вступ
Гравітаційне лінзування передбачено загальною теорією відносності. За цією теорією, світло поширюється не по прямій лінії, а викривляється масивними тілами, які збурюють простір-час, — це явище називається гравітаційним лінзуванням. Кільце Ейнштейна — це окремий випадок гравітаційного лінзування, який відповідає розташуванню джерела, лінзи та спостерігача точно на одній прямій. Це призводить до осевої симетрії задачі, спричиняючи зображення кільцеподібної форми.

Геометрія повного кільця Ейнштейна, створеного гравітаційною лінзою

Розмір кільця Ейнштейна визначається радіусом Ейнштейна. Виражений у радіанах, він дорівнює
{\displaystyle \theta _{1}={\sqrt {{\frac {4GM}{c^{2}}}\;{\frac {D_{LS}}{D_{S}D_{L}}}}},}
де
{\displaystyle G} гравітаційна стала,
{\displaystyle M} — маса лінзи,
{\displaystyle c} — швидкість світла,
{\displaystyle D_{L}} — відстань за кутовим діаметром до лінзи,
{\displaystyle D_{S}} — відстань за кутовим діаметром до джерела, а
{\displaystyle D_{LS}} — відстань за кутовим діаметром між лінзою та джерелом.
Для космологічних відстаней в загальному випадку {\displaystyle D_{LS}\neq D_{S}-D_{L}}.

## Історія

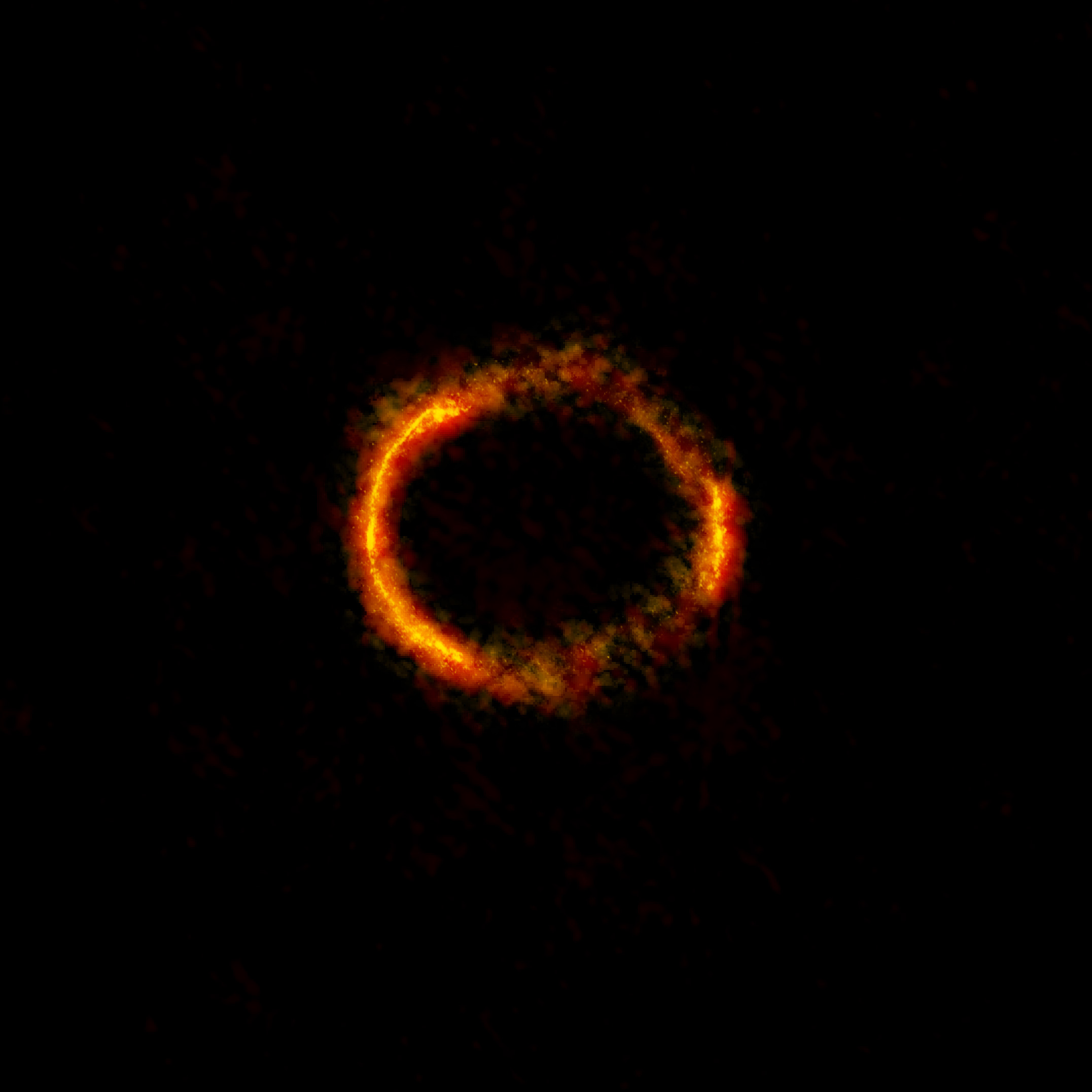
Гравітаційно лінзована галактика SDP.81, знята ALMA.

Викривлення світла гравітуючим тілом було передбачено Альбертом Ейнштейном у 1912 році, за кілька років до публікації загальної теорії відносності в 1916 році (Ренн та ін. 1997). Ефект кільця вперше був згаданий в науковій літературі Орестом Хвольсоном у короткій статті в 1924 році, у якій він говорив про «гало-ефект» гравітації, коли джерело, лінза та спостерігач знаходяться майже на одній прямій. Ейнштейн зазначив цей ефект у 1936 році в статті, що була викликана листом чеського інженера Р. В. Мандла, але заявив, що
...немає ніякої надії на пряме спостереження цього явища. По-перше, навряд чи ми колись наблизимось достатньо близько до такої центральної лінії. По-друге, кут β буде недосяжним для розрізнювальної здатності наших інструментів.
(У цьому твердженні β — це радіус Ейнштейна, який зараз позначається як {\displaystyle \theta _{1},} як у виразі вище.)
Однак Ейнштейн розглядав лише ймовірність спостереження кілець Ейнштейна, створених зорями, яка є низькою — ймовірність спостереження кілець, створених масивнішими тілами, такими як галактики чи чорні діри, вища, оскільки кутовий розмір кільця Ейнштейна збільшується з масою лінзи.
Перше повне кільце Ейнштейна, позначене B1938+666, було виявлено в результаті співпраці астрономів Манчестерського університету та космічного телескопа Габбл у 1998 році.
Спостережень зорі, яка б утворювала кільце Ейнштейна на іншій зорі, поки не було, але існує ймовірність 45 % того, що це станеться на початку травня 2028 року, коли Альфа Центавра А пройде між нами та далекою червоною зорею.

### Відомі кільця Ейнштейна

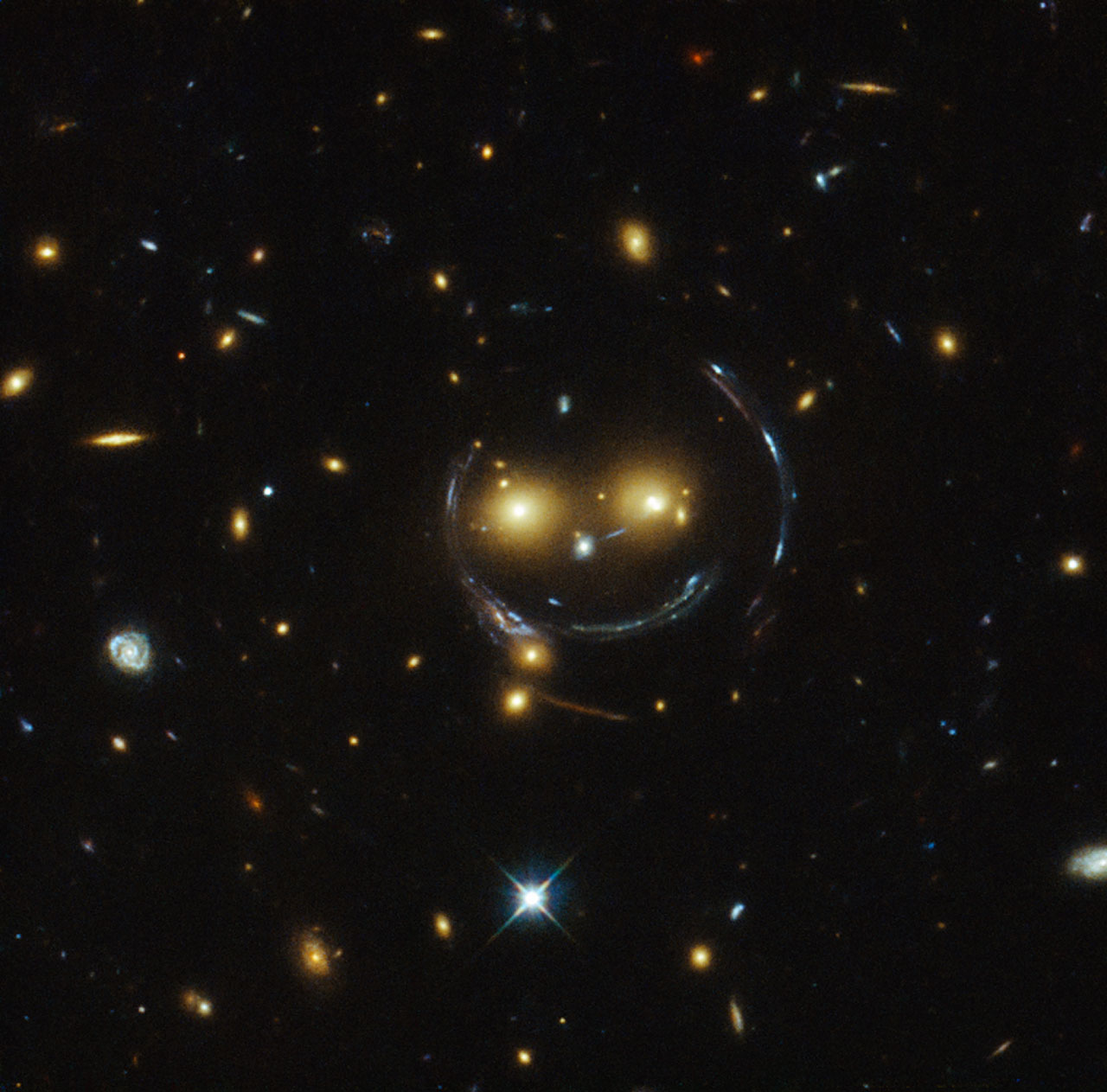
«Смайлик» або «Чеширський кіт» зображення скупчення галактик (SDSS J1038+4849) і гравітаційного лінзування («кільце Ейнштейна»), виявлені міжнародною командою вчених, отримані за допомогою HST.

Сьогодні відомі сотні гравітаційних лінз. Кілька з них є частковими кільцями Ейнштейна з діаметром до кутової секунди, однак, оскільки розподіл маси в лінзах не є ідеально осесиметричним або джерело, лінза та спостерігач не знаходяться ідеально на одній прямій, ідеальних кілець Ейнштейна поки не спостерігалось. Більшість кілець виявлено в радіодіапазоні. Ступінь повноти, необхідний для того, щоб лінзоване зображення класифікувалося як кільце Ейнштейна, ще не визначено.
Перше кільце Ейнштейна було відкрито Гьюіттом та ін. (1988) під час спостережень радіоджерела MG1131+0456 за допомогою Дуже великого масиву. Це спостереження показало, що квазар лінзується ближчою галактикою на два окремих, але дуже схожих зображення, розтягнуті навколо лінзи у майже повне кільце. Ці подвійні зображення є ще одним можливим проявом того, що джерело, об'єктив і спостерігач не ідеально вирівняні.

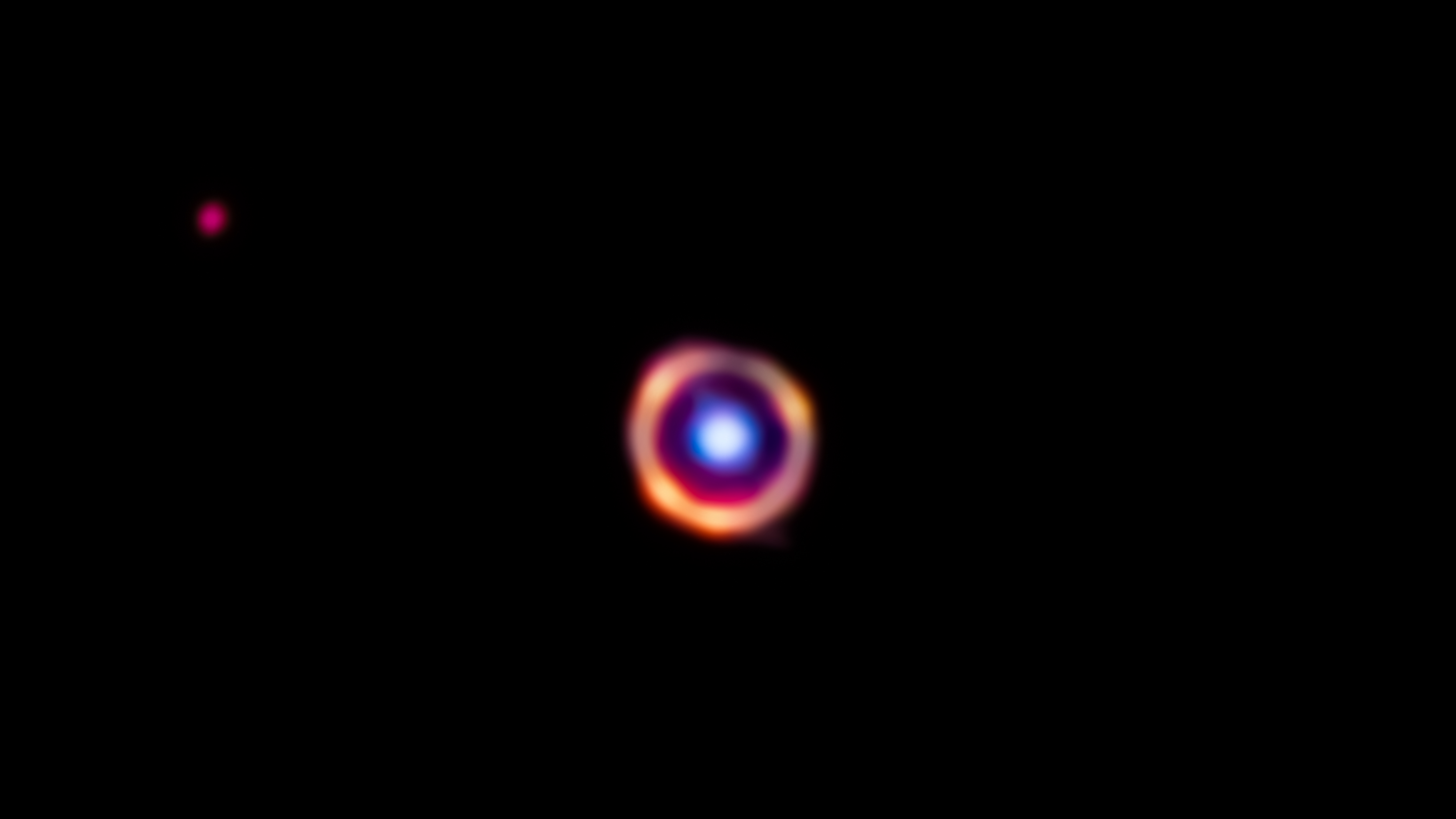
Галактичне кільце Ейнштейна, відкрите телескопом Джеймс Вебб.

Першим відкритим повним кільцем Ейнштейна було B1938+666, яке знайшли Кінг та ін. (1998) на космічному телескопі Габбл. Гравітаційна лінза B1938+666 є старою еліптичною галактикою, а зображення, яке ми бачимо через лінзу, є темною карликовою галактикою-супутником, яку інакше ми не змогли б побачити за допомогою сучасних технологій.
У 2005 році комбінація Слоунівського цифрового огляду неба і космічного телескопа Габбла була використана в огляді Sloan Lens ACS (SLACS), щоб знайти 19 нових гравітаційних лінз, 8 з яких були кільцями Ейнштейна. Ці 8 кілець показані на рисунку поруч. Станом на 2009 рік у цьому дослідженні було виявлено 85 гравітаційних лінз, але точна кількість кілець Ейнштейна не вказувалось. Це дослідження відповідає за більшість нещодавніх відкриттів кілець Ейнштейна в оптичному діапазоні. Ось кілька прикладів знайдених в ньому кілець:
- FOR J0332-3557, відкритий у 2005 році[15], відомий своїм високим червоним зсувом, що дозволяє використовувати його для спостережень раннього Всесвіту.
- «Космічна підкова» — часткове кільце Ейнштейна від особливо великої яскраво-червоної галактики, для якої гравітаційною лінзою слугує галактика LRG 3-757. Відкрита у 2007 році Бєлокуровим та ін.[16]
- SDSSJ0946+1006, «подвійне кільце Ейнштейна», було відкрито Рафаелем Ґавацці та Томассо Треу у 2008 році[17]. Воно відоме наявністю кількох кілець, які спостерігаються через ту саму гравітаційну лінзу.

Іншим відомим прикладом є радіо- і рентгенівське кільце Ейнштейна навколо PKS 1830-211, яке є надзвичайно потужним у радіодіапазоні. Його виявили за допомогою рентгенівського дослідження Варша Гупта та ін. в на рентгенівському космічному телескопі Чандра. Воно також примітно тим, що це перший випадок лінзування квазара спіральною галактикою, розташованою майже перпендикулярно до променя зору.
Galaxy MG1654+1346 має кільце в радіодіапазоні. Зображення в кільці є зображенням радіопелюстки квазара, відкритого в 1989 році Лангстоном та ін.

## Додаткові кільця

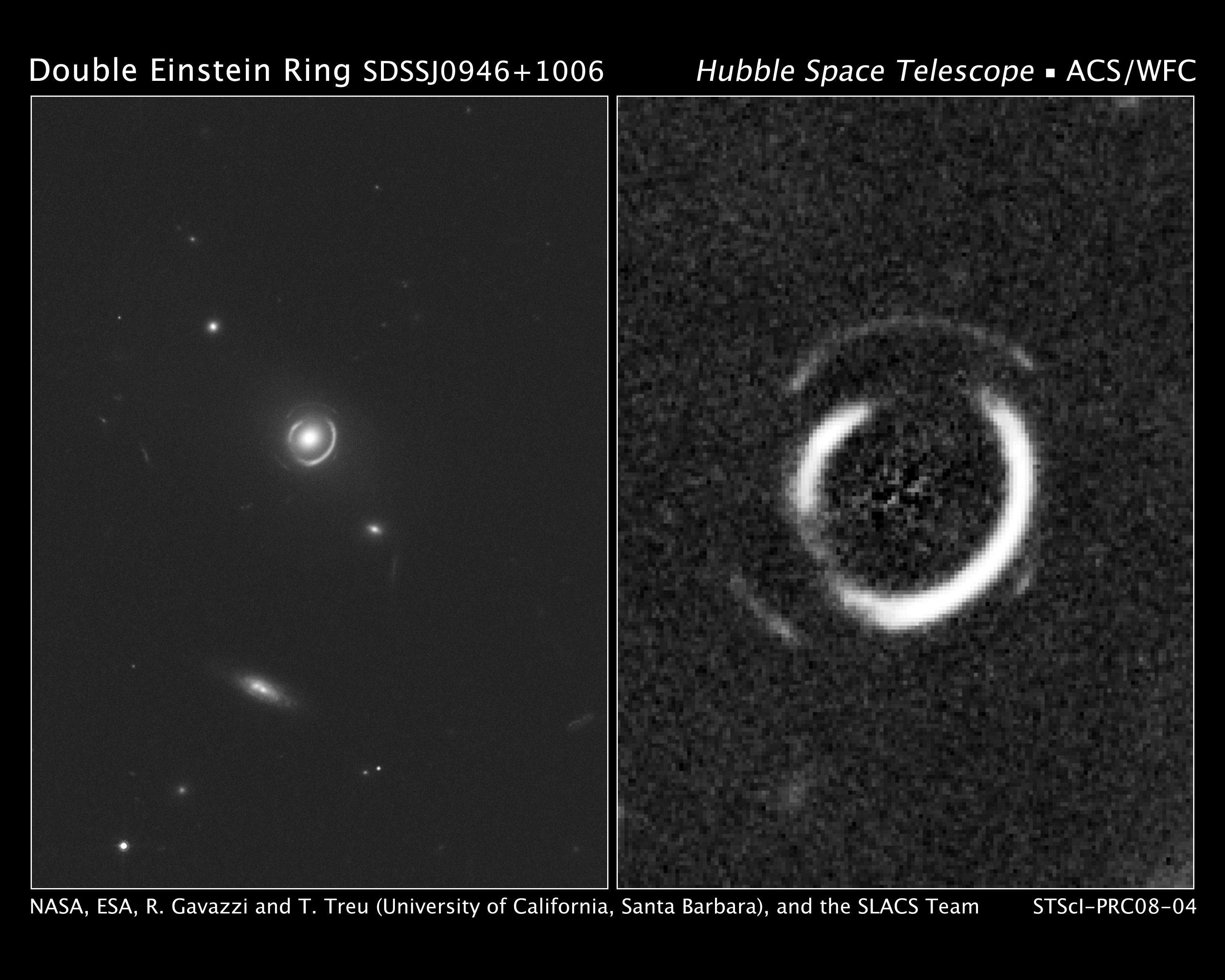
SDSSJ0946+1006 — подвійне кільце Ейнштейна. Авторство: HST / NASA / ESA

За допомогою космічного телескопа Габбл Рафаель Гавацці з Інституту космічного телескопа і Томмазо Треу з Університету Каліфорнії в Санта-Барбарі знайшли подвійне кільце. Воно викликане світлом від трьох галактик на відстані 3, 6 і 11 мільярдів світлових років. Такі кільця допомагають зрозуміти розподіл темної матерії, темної енергії, природу далеких галактик і кривизну Всесвіту. Шанси знайти таке подвійне кільце навколо масивної галактики становлять 1 до 10 000. Дослідження 50 таких подвійних кілець забезпечило б точніше вимірювання вмісту темної матерії у Всесвіті та визначення рівняння стану темної енергії з точністю до 10 відсотків.
Нижче наведено моделювання, що зображує збільшення шварцшильдівської чорної діри в площині Чумацького Шляху між нами та центром галактики. Перше кільце Ейнштейна є найбільш викривленою областю зображення і показує галактичний диск. Потім масштаб збільшується, показуючи серію з 4 додаткових кілець, дедалі тонших і ближчих до тіні чорної діри. Вони являють собою кілька зображень галактичного диска. Перше і третє відповідають точкам, які знаходяться позаду чорної діри (з позиції спостерігача) і відповідають тут яскраво-жовтій області галактичного диска (близько до центру галактики), тоді як друге і четверте відповідають зображенням об'єктів, які знаходяться позаду спостерігача, які виглядають синішими, оскільки відповідна частина галактичного диска тут тонша і, отже, тьмяніша.

## Галерея

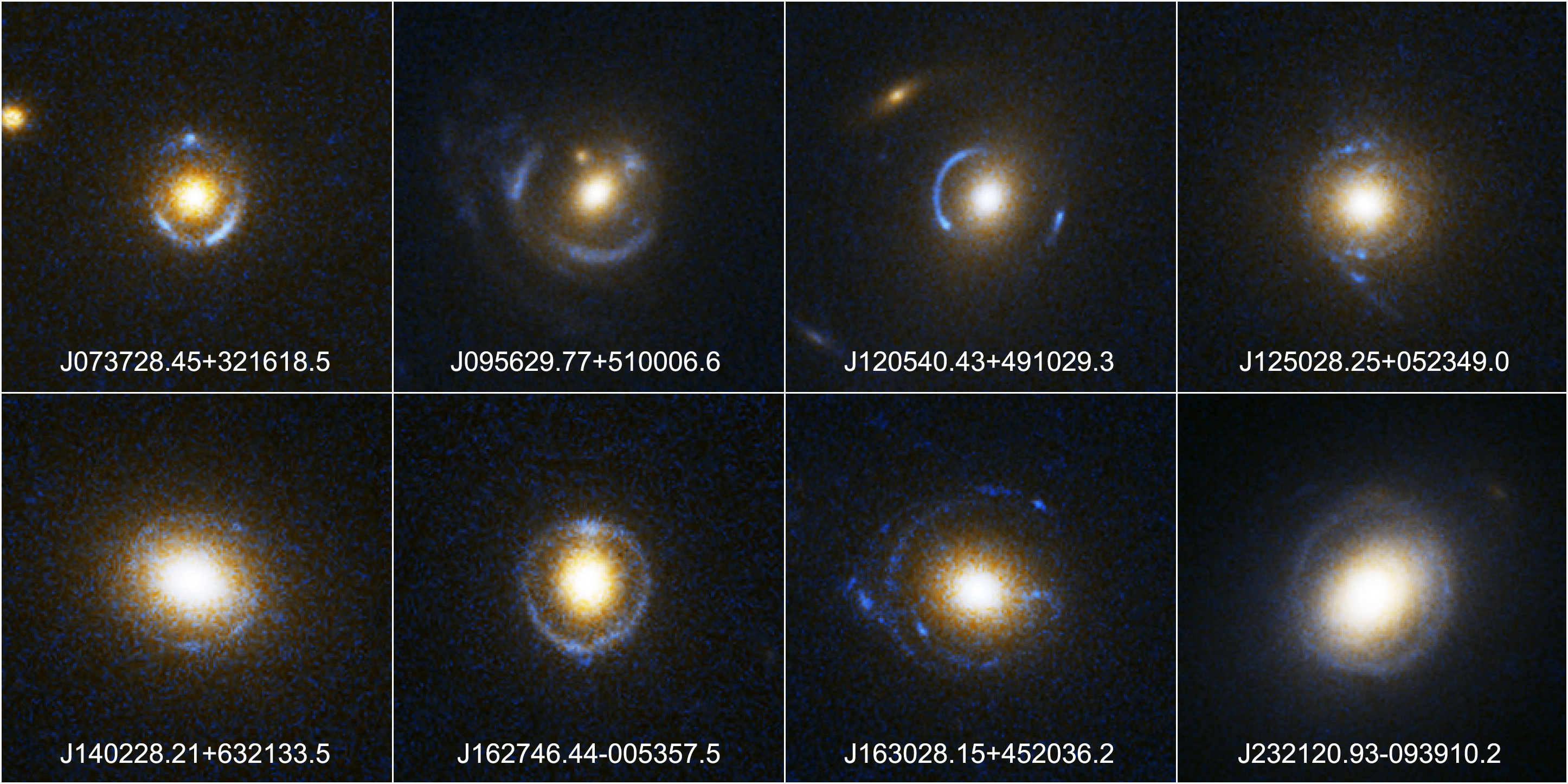
Деякі спостережувані SLACS кільця Ейнштейна
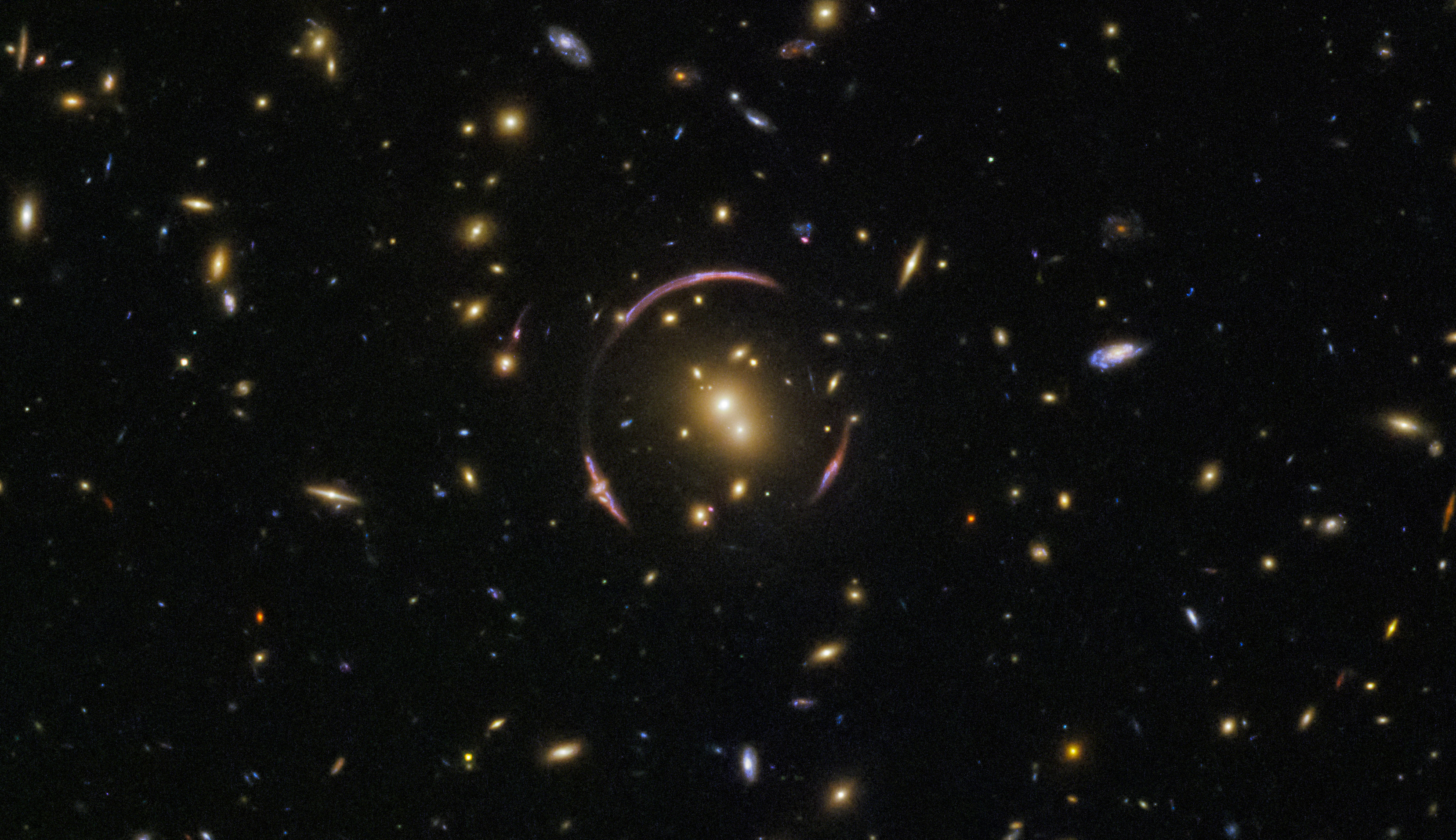
Дуги навколо SDSSJ0146-0929 є прикладами кільця Ейнштейна
Моделювання проходження чорної діри перед галактикою
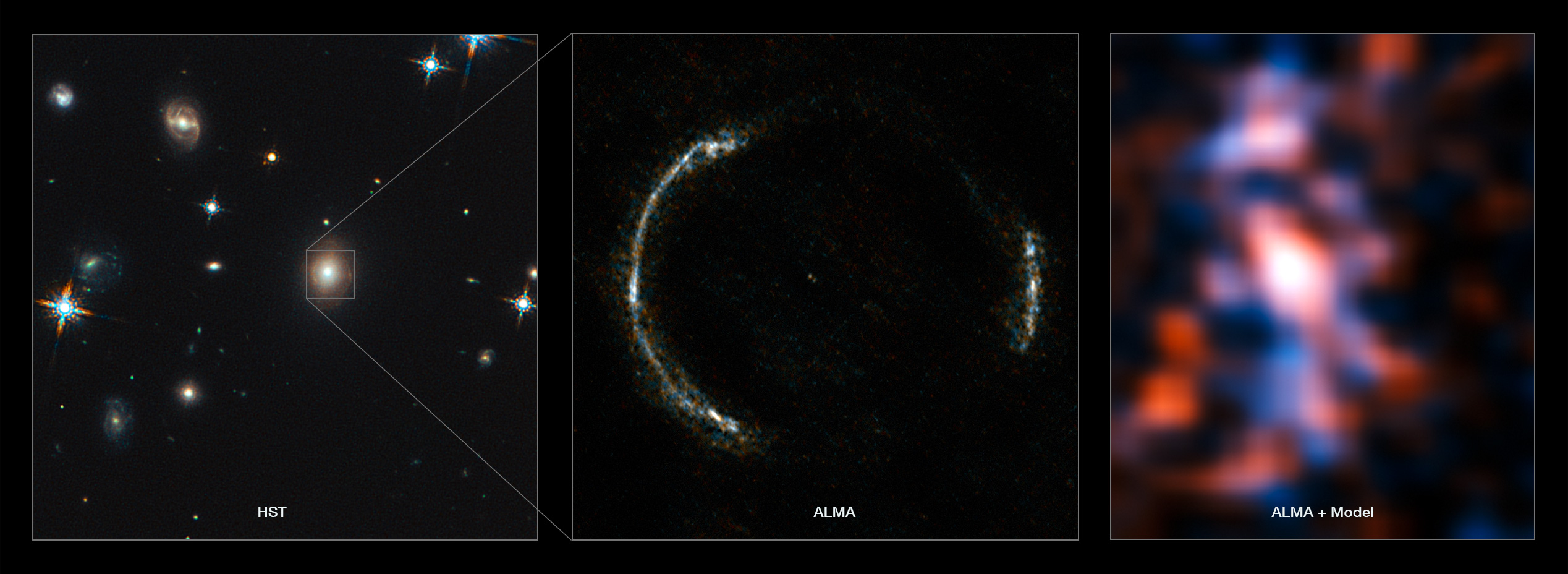
Монтаж кільця Ейнштейна SDP.81 і лінзованої галактики
Кільця Ейнштейна поблизу чорної діри

### Журнали
- Cabanac, R. A. та ін. (2005). Discovery of a high-redshift Einstein ring. Astronomy and Astrophysics. 436 (2): L21—L25. arXiv:astro-ph/0504585. Bibcode:2005A&A...436L..21C. doi:10.1051/0004-6361:200500115. S2CID 15732993. (refers to FOR J0332-3357)
- Chwolson, O (1924). Über eine mögliche Form fiktiver Doppelsterne. Astronomische Nachrichten. 221 (20): 329—330. Bibcode:1924AN....221..329C. doi:10.1002/asna.19242212003. (The first paper to propose rings)
- Einstein, Albert (1936). Lens-like Action of a Star by the Deviation of Light in the Gravitational Field (PDF). Science. 84 (2188): 506—507. Bibcode:1936Sci....84..506E. doi:10.1126/science.84.2188.506. PMID 17769014. (The famous Einstein Ring paper)
- Hewitt, J (1988). Unusual radio source MG1131+0456 - A possible Einstein ring. Nature. 333 (6173): 537—540. Bibcode:1988Natur.333..537H. doi:10.1038/333537a0. S2CID 23277001.
- Renn, Jurgen; Sauer, Tilman; Stachel, John (1997). The Origin of Gravitational Lensing: A Postscript to Einstein's 1936 Science paper. Science. 275 (5297): 184—186. Bibcode:1997Sci...275..184R. doi:10.1126/science.275.5297.184. PMID 8985006. S2CID 43449111.
- King, L (1998). A complete infrared Einstein ring in the gravitational lens system B1938 + 666. MNRAS. 295 (2): L41—L44. arXiv:astro-ph/9710171. Bibcode:1998MNRAS.295L..41K. doi:10.1046/j.1365-8711.1998.295241.x. S2CID 15647305.{{cite journal}}:  Обслуговування CS1: Сторінки із непозначеним DOI з безкоштовним доступом (посилання)

### Новини
- Barbour, Jeff (29 квітня 2005). Nearly perfect Einstein ring discovered. Universe Today. Процитовано 15 червня 2006. (refers to FOR J0332-3357)
- Hubble Finds Double Einstein Ring. Science Daily. 12 січня 2008. Процитовано 14 січня 2008.

## Рекомендована література
- Kochanek, C. S.; Keeton, C. R.; McLeod, B. A. (2001). The Importance of Einstein Rings. The Astrophysical Journal. 547 (1): 50—59. arXiv:astro-ph/0006116. Bibcode:2001ApJ...547...50K. doi:10.1086/318350.